# ポリング (ヴァイルハイム＝ショーンガウ郡)
ポリング (ドイツ語: Polling) はドイツ連邦共和国バイエルン州オーバーバイエルン行政管区のヴァイルハイム＝ショーンガウ郡に属す町村である。

## 地理
ポリングはオーバーラント地方に位置する。

### 自治体の構成
この町は、公式には 8つの地区 (Ort) からなる。このうち小集落や孤立農場などを除く集落を以下に列記する。
- エッティング
- オーダーディング
- ポリング

## 歴史
ポリング町内の最初の定住跡は4世紀のものである。凝灰岩の採石場からこの時代の粘土製容器や道具がいくつも現れている。その一部はポリング郷土博物館やミュンヘンの州立考古学博物館に展示されている。

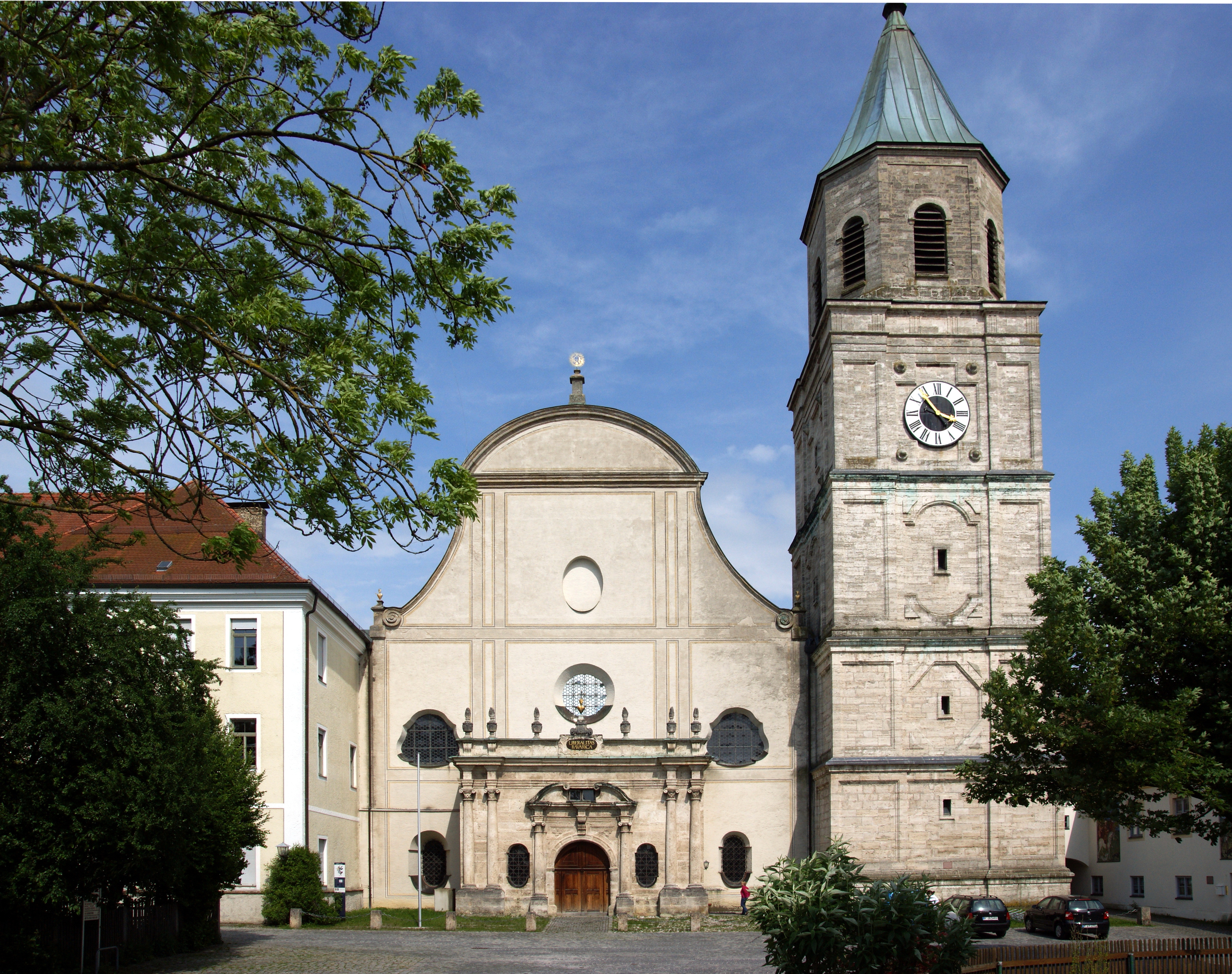
ポリング修道院

伝説によればポリングは750年頃に成立した。ある日、バイエルン公タッシロ3世は、この地での狩で牝鹿を追っていた。突然鹿が立ち止まり地面を掻いた。するとそこから3本の木製の十字架が現れた。そこで、タッシロ公はここにベネディクト会（後にアウグスチノ会）のポリング修道院を創設したというのである。
修道院教会には実際に木製の十字架があるが、研究の結果、古くても9世紀以降のものであることが判明している。修道院の創設は、おそらく地元貴族家のフオジ家の人物によるものと推測されている。文献上最初の証拠は11世紀のものである。
町自体は、バイエルン選帝侯領の一部であり、閉鎖ホーフマルクを形成し、その本部は1803年までポリング修道院であった。このホーフマルクは修道院とともに1803年に廃止され、1818年に現在の自治体が成立した。
1978年にそれまで独立した町村であったオーダーディングとエッティングが合併した。

### 人口推移
- 1970年 2,139人
- 1987年 2,629人
- 2000年 3,160人
- 2004年 3,241人
- 2008年 3,321人 — このうち2,451人がポリング、465人がオーダーディング、405人がエッティングである。

## 行政
町長は、2020年以降、マルティン・パーペ (CSU) が務めている。
町議会は16議席からなる。

## 経済と社会資本
凝灰岩の豊富な産出は、かつてこの町の重要な経済要素であった。周辺の多くの建造物は、建築資材として凝灰岩を用いている。現在では、かつての多くの凝灰岩採掘場のうち、一つだけが残っている。

### 教育
- 国民学校 1校